# Helius flavipes
Helius flavipes là một loài ruồi trong họ Limoniidae. Chúng phân bố ở miền Tân bắc.